# Латински съкращения

## Най-често използвани съкращения
- A.D. (anno Domini) – „в лето Господне“.

- a.m. (ante meridiem) – „преди обяд“.

- B.C. (before Christ) – „преди Христа“

- ca (circa) – "около (приблизително)".

- C.V. или CV (curriculum vitae) – „пътят в живота“ – документ, описващ в кратък вид работен опит, образование и квалификация.

- D.v. (Deo volente) – „ако така реши Господ“.

- D G или DEI GRA (Dei gratia) – „по Божията милост“ – изразът е изписан върху всички Британски монети.

- e.c. (exempli causa) – например (виж също v.c/verbi causa)

- ead. (eadem): виж id..

- et al. (et alii) – „и други“ или „и сътрудници“.

- etc. (et cetera) (по-стари съкращения са &c. и &/c.) – „и други“, „и други неща“, „и останалите“.

- e.g. (exempli gratia) – „например“.

- fl. или flor. (floruit) – "период на разцвет (на изкуство, култура, личност и др.)".

- F D или FID DEF (fidei defensor) – „защитник на вярата“ – част от титлата на монарх, надпис, изписан на всички Британски монети.

- ibid. (ibidem) – „на същото място“, „пак там“ (в книга или др.)" – израз, използван в цитати.

- id. (idem) - "същият (човек)" - изразът се използва за избягване на повторение на името на автор в цитати, библиографии и др. Ако се цитира автор, който е от женски пол, се използва съответната форма в женски род: ead. (eadem) – "същата (жена)" (eadem се произнася с ударение на първото e-).

- i.a. ("inter alia") – „между другите неща“.

- i.e. (id est) – „т.е.“ или „с други думи“.

- M.O. (modus operandi) – „начин на работа“.

- n.b. (nota bene) – „добре да се отбележи“ – изразът се използва като начало на бележка. Изплозва се като „забележи“ (NB)

- nem. con. (nemine contradicente) – „без противоречащи“, „без гласове против“.

- p. (pagina), p.p. (paginae) - използва се при обозначение на страници при цитат от книги на езици, чиято азбука е латиницата

- p.a. (per annum) – „годишно“, „всяка година“.

- p.m. (post meridiem) – „след обяд“.

- p.m.a. (post mortem auctoris) – „след смъртта на автора“.

- p.p. & per pro. (per procurationem) – „с посредничеството на“.

- PRN (pro re nata) – „както е нужно“ – израз, използван с прилагането на дадено лекарство или лечение.

- P.S. (post scriptum) – „след написаното“ – използва се за индикация началото на текст, добавен след подписа (в писмо, др.).

- Q.D. (quaque die) – „всеки ден“ – използва се в описание на режима на прием на лекарства.

- Q.E.D. (quod erat demonstrandum) – „което трябваше да бъде демонстрирано“ – използва се в края на тескт, описващ математическо доказателство.

- REG (regina) – „кралица“ – част от титлата на монарх; надпис на всички Британски монети, издадени по времето, когато монархът е била жена. Rex (не е съкращение) – „крал“ – се използва, когато монархът е бил мъж.

- R.I.P. (requiescat in pace) – „нека да почива в мир“.

- sc. (scilicet) – „така да се каже“.

- s.o.s. ("si opus sit") – „ако е нужно“, „ако случаят налага“.

- viz (videlicet) – „именно“, „а именно“ (Пример: Някои молекули, а именно тази на водата, притежават собствен диполен момент).

- vs или v. (versus) – „срещу“.

## По-рядко използвани съкращения
- a.U.c. (ab Urbe condita) - „от основаването на Града“ - става дума за годината на основаването на Рим 753 пр. Хр. Изразът е използван в Древен Рим за определяне на дати. Също anno Urbis conditae (a.U.c.) – „годината, в която Градът бе основан“. Например, 2007 г. сл. Хр. е 2760 г. ab Urbe condita.

- c.a. (currentis anni) – „през текущата година“

- et seq. (et sequens), et seqq. (et sequentes или et sequentia) – „и следващото“ (използва се et seqq. за „следващите“).

- h.a. (huius anni) – „тази година“

- h.m. (huius mensis) – „този месец“(виж също inst., prox. и ult.).

- inst. (instante mense) – „този месец“ (виж също prox. и ult.).

- N.N. (nomen nescio) – „Не знам името“, „неназован“, „неизвестен“.

- O.D. (oculus dexter) – „дясното око“ – изразът е използван в рецепти за корекция на зрение.

- O.S. (oculus sinister) – „лявото око“ – изразът е използван в рецепти за корекция на зрение.

- op. cit. (opere citato) – „във вече цитираната работа“. – използва като препратка към последно цитираната в текста работа.

- prox. (proximo mense) – „следващия месец“ (виж също inst. и ult.).

- Q.E.F. (quod erat faciendum) – „което трябваше да се направи“.

- ult. (ultimo mense) – „последния месец“ (виж също inst. и prox.).

- v.c. (verbi causa) – „например“ (виж също e.c. / exempli causa)

- v.i. (vide infra) – „виж по-долу“.

- v.s. (vide supra) – „виж по-горе“.